# Maison de Clermont
La Maison  dite de Clermont est une maison à pan de bois située à Laval, dans le département de la Mayenne. Elle est située au 7, 9, 11 rue de la Trinité à Laval. Elle est construite dans la seconde moitié du XVe siècle. Son nom provient de son statut de résidence urbaine aux abbés de l'abbaye de Clermont.
Cette maison fait l’objet d’une inscription au titre des monuments historiques depuis le 15 février 1926.